# Jeremy Slater
Jeremy Slater es un escritor y productor de cine y televisión estadounidense, conocido por su trabajo en películas como 4 Fantásticos, la adaptación de acción real de Death Note, y en series de televisión como The Umbrella Academy y The Exorcist, que Slater creó y en las que se desempeña como productor ejecutivo. Es el escritor principal y productor ejecutivo de la miniserie de Disney+ Moon Knight.

## Trayectoria
Slater escribió una película de acción y comedia titulada My Spy, dirigida por Jake Kasdan, así como Man of Tomorrow, una película de cine negro de superhéroes que fue incluida en la Black List de 2002, una lista anual de los guiones cinematográficos más populares que todavía no han sido producidos.
En julio de 2012, Slater fue contratado para escribir el guion de la película 4 Fantásticos de 2015. Después de que se estrenara la película en agosto de 2015, Slater comentó que mucho de lo que escribió no estaba en la versión final de la película (particularmente su versión del primer acto), pero que "siempre se sentirá honrado de haber podido experimentar en un entorno de pruebas tan bueno".
Se dijo que la versión original de Slater del guion de 4 Fantásticos se sentía más en tono con una película de Marvel Studios, siendo una aventura de superhéroes llena de acción en contraste con el tono oscuro y realista de la película final. Esta incluía a los villanos Galactus, la fuente de los poderes de los personajes principales, Hombre Topo, y el Doctor Doom como un dictador latveriano y mensajero de Galactus, en contraste con el programador antisocial que fue retratado en la película terminada.
Slater escribió un guion temprano de la adaptación cinematográfica estadounidense de acción real de la serie de manga Death Note de Takeshi Obata, que fue dirigida por Adam Wingard y lanzada en 2017. La versión final de la película se desvió y omitió varios elementos significativos de su guion original y, como mucho, presentó pocos elementos del borrador original del escritor.
Slater es el creador y productor ejecutivo de El exorcista, un drama televisivo basado en la película del mismo nombre.
En noviembre de 2019, Slater fue contratado como escritor principal y productor ejecutivo de la serie de Disney+ Moon Knight, de Marvel Studios.
Slater también coescribirá la próxima película de Warner Bros. Pictures Coyote vs. Acme (basado en los personajes animados de Warner Bros.) con James Gunn, Jon Silberman, Josh Silberman y Samy Burch.
En enero de 2022, Slater fue contratado para escribir una secuela de Mortal Kombat.

## Filmografía

### Largometrajes
| Año  | Película                            | Director | Productor | Escritor | Notas                                                                |
| ---- | ----------------------------------- | -------- | --------- | -------- | -------------------------------------------------------------------- |
| 2015 | The Lazarus Effect                  | No       | No        | Sí       | Coescrito con Luke Dawson                                            |
| 2015 | 4 Fantásticos                       | No       | No        | Sí       | Coescrito con Josh Trank y Simon Kinberg                             |
| 2016 | Pet                                 | No       | No        | Sí       |                                                                      |
| 2017 | Stephanie                           | No       | Sí        | No       |                                                                      |
| 2023 | Coyote vs. Acme                     | No       | No        | Sí       | Coescrito con James Gunn, Jon Silberman, Josh Silberman y Samy Burch |
| TBA  | Thread                              | Sí       | No        | Sí       | Debut como director                                                  |
| TBA  | Secuela sin título de Mortal Kombat | No       | No        | Sí       |                                                                      |

### Series de televisión
- The Exorcist (2016–2018): creador, escritor de cuatro episodios.
- The Umbrella Academy (2019–presente): productor, escritor del primer episodio.
- Moon Knight (2022): escritor principal y productor ejecutivo.